# Vari
Vari (en griego, Βάρη, AFI: [ˈvaɾi]) es un suburbio de Ática, parte del complejo urbano de Atenas, ubicado a 26 km al sur del centro de Atenas. Está construido entre los extremos de las montañas del sur de Himeto, muy cerca de las costas del Golfo Sarónico. En la antigüedad el área de Vari correspondía al municipio de Anagyrountos de la antigua Atenas. Administrativamente pertenece al municipio de Vari-Voula-Vouliagmeni. En la zona de Vari se encuentra la Academia Militar de Guardias.